# Comuna Ialînivka, Letîciv
Ialînivka (în ucraineană Ялинівка) este o comună în raionul Letîciv, regiunea Hmelnîțkîi, Ucraina, formată din satele Ialînivka (reședința), Liso-Berezivka, Moskalivka, Novomîkolaiivka, Rozsohuvata și Verbka.

## Demografie
Componența lingvistică a comunei Ialînivka
     Ucraineană (98,64%)
     Alte limbi (1,28%)
Conform recensământului din 2001, majoritatea populației comunei Ialînivka era vorbitoare de ucraineană (98,64%), existând în minoritate și vorbitori de alte limbi.